# Santee (Califòrnia)
Santee és una ciutat dels Estats Units a l'estat de Califòrnia. Segons una estimació de l'1 de gener del 2006 tenia 54.709 habitants.

## Demografia
Segons el cens del 2000, Santee tenia 52.975 habitants, 18.470 habitatges, i 14.018 famílies. La densitat de població era de 1.273,6 habitants/km².
Dels 18.470 habitatges en un 40,9% hi vivien nens de menys de 18 anys, en un 57,7% hi vivien parelles casades, en un 13% dones solteres, i en un 24,1% no eren unitats familiars. En el 18,2% dels habitatges hi vivien persones soles el 6,9% de les quals corresponia a persones de 65 anys o més que vivien soles. El nombre mitjà de persones vivint en cada habitatge era de 2,81 i el nombre mitjà de persones que vivien en cada família era de 3,19.
Per edats la població es repartia de la següent manera: un 28,2% tenia menys de 18 anys, un 8,4% entre 18 i 24, un 32,9% entre 25 i 44, un 21,6% de 45 a 60 i un 8,9% 65 anys o més.
L'edat mediana era de 35 anys. Per cada 100 dones de 18 o més anys hi havia 89,1 homes.
La renda mediana per habitatge era de 53.624 $ i la renda mediana per família de 57.874 $. Els homes tenien una renda mediana de 41.347 $ mentre que les dones 30.187 $. La renda per capita de la població era de 21.311 $. Entorn del 3,8% de les famílies i el 5,4% de la població estaven per davall del llindar de pobresa.

## Poblacions properes
El següent diagrama mostra les poblacions més properes.